# Hugo Bustamante Silva
Hugo Bustamante (Callao, Perú, 6 de abril de 1948) es un exfutbolista peruano que jugaba como centro delantero y otra veces como puntero izquierdo. Nacido en una familia de futbolistas, su tío Luis Bustamante fue arquero del Atlético Chalaco en los años 40 y su padre Teobaldo Bustamante Torres también arquero que jugó en el Progresista Apurímac en la División de Honor.

## Trayectoria
Su debut profesional fue con Carlos Concha del Callao a los 17 años. Hábil y fuerte centro delantero, también jugaba de puntero izquierdo. Pasaría luego a las filas del KDT Nacional, para después consagrarse en el Club Atlético Chalaco al lado de grandes figuras como Julio Meléndez Nicolas Fuentes y Enrique Cassaretto.

## Clubes
| Club                | País | Año       |
| ------------------- | ---- | --------- |
| Carlos Concha       | Perú | 1966-1967 |
| KDT Nacional        | Perú | 1968-1969 |
| Porvenir Miraflores | Perú | 1970-1972 |
| Atlético Chalaco    | Perú | 1973-1976 |